# Lovrijenac
Lovrijenac, Lovrijenac-fästningen (kroatiska: Tvrđava Lovrijenac) eller Sankt Laurentius fästning, ibland kallad "Dubrovniks Gibraltar", är en fästning i Dubrovnik i Kroatien. Den är belägen på en klippa 37 m ö.h.  
strax väster om Gamla stan och Dubrovniks ringmur. Fästningen uppfördes troligtvis 1018 men omnämns för första gången under 1300-talet. Den tillbyggdes i omgångar under 1400-1600-talet. Genom sitt strategiska läge med överblick över både hav och land har den historiskt spelat en viktig roll i republiken Dubrovniks försvar mot inte minst venetianarna. Idag är fästningen en av Dubrovniks sevärdheter.

## Historia
1301 omnämns Lovrijenac för första gången i ett dokument. Dubrovniks krönikor berättar att venetianarna på 1100-talet ville uppföra en befästning på platsen för dagens Lovrijenac men att Dubrovnik-borna hann före. Hade venetianarna hunnit före hade de kunnat befästa kontrollen över staden och republiken. Enligt krönikorna uppfördes fästningen på tre månader och tillbyggdes senare i omgångar. När venetianarnas fartyg med byggnadsmaterial till den tilltänkta befästningen anlänt till platsen ombads de av Dubrovnik att återvända till Venedig.

## Beskrivning

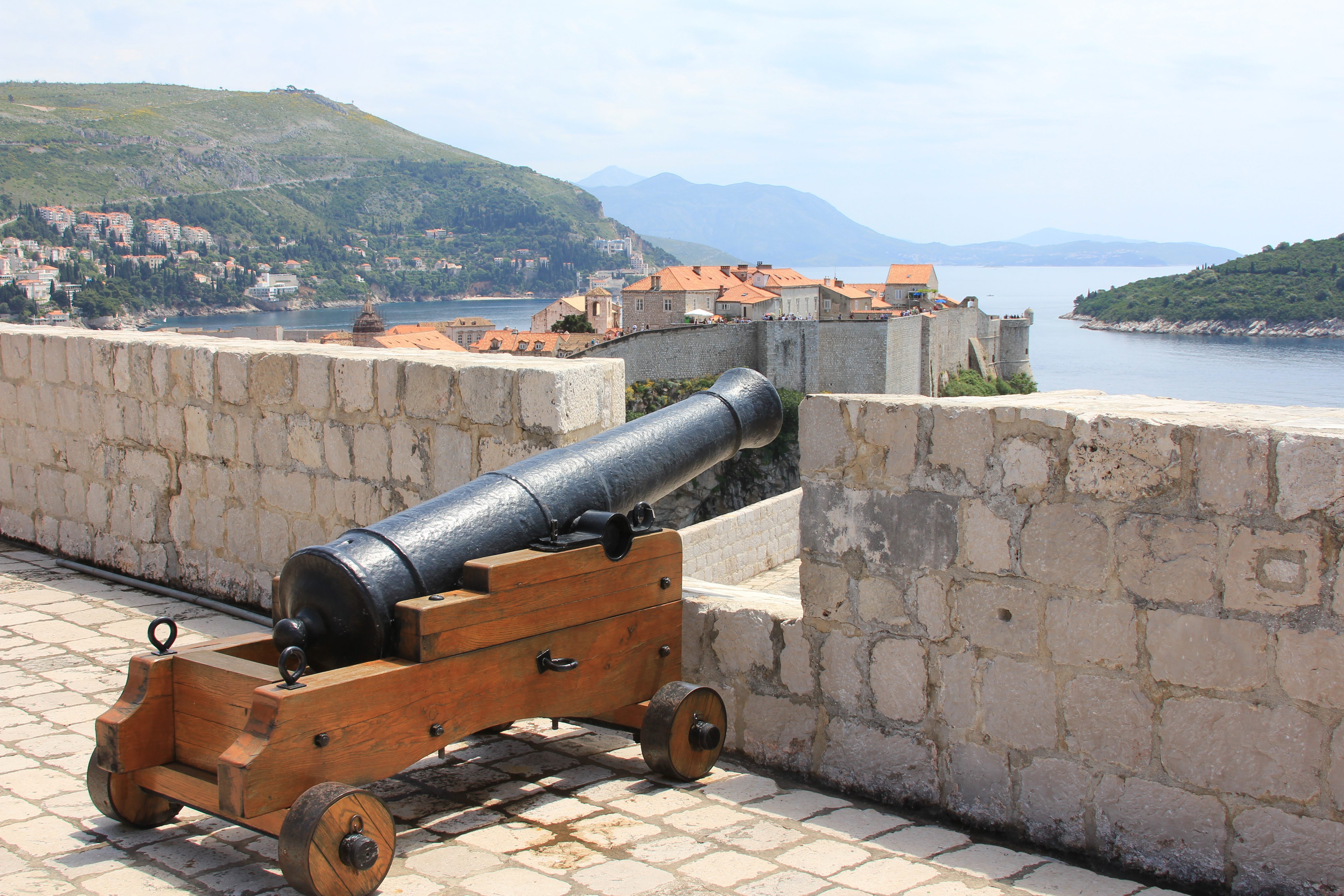
En av Lovrijenacs kanoner 2010.

Lovrijenac har en triangulär form och tre nivåer. Tjockleken på väggarna som vetter mot utsidan är 4–12 m medan väggarna som vetter mot staden och viken är 60 cm tjocka. Att väggarna som vetter mot staden är tunnare har sin förklaring i att de skulle vara lättare att penetrera från någon av Dubrovniks andra försvarsverk i händelse av att Lovrijenac skulle hamna i fiendens händer.
Två vindbryggor leder till fästningen. Ovanför porten till fästningen finns den latinska inskriptionen och devisen "Non Bene Pro Toto Libertas Venditur Auro" (Frihet kan inte köpas för allt guld i världen).
Fästningen var bestyckad med flera kanoner varav den mest kända kallades "Gušter" (Ödlan) eftersom den hade en grön patina. I ett försök att föra denna kanon till Wiens museum förstörde den dåvarande österrikiska administrationen i oktober 1814 en invändig port med den latinska inskriptionen "SI NOVA VIS SVPERVM VRGERET TIPHOEA TONANTEM, HAEC HABEANT ILLVM MOENI, TVTVS ERIT".

## Kultur
I kulturellt hänseende har fästningen flera användningsområden. I Lovrijenac arrangeras bland annat bröllop och teater där föreställningen med Shakespeares Hamlet har blivit en av sommarfestivalens symboler.